# Charles Wyville Thomson
Charles Wyville Thomson (5 de março de 1830 — 10 de março de 1882) foi um zoólogo escocês. Foi o cientista chefe da Expedição Challenger.

## Interesses
Wyville Thomson é lembrado por seus estudos das condições biológicas dos mares profundos. Estando interessado em crinóides, e motivado pelos resultados das dragagens de Michael Sars no mar profundo ao largo da costa norueguesa, ele persuadiu a Marinha Real a conceder-lhe o uso do HMS Lightning e do HMS Porcupine para expedições de dragagem em alto mar nos verões de 1868. e 1869. Eles mostraram que a vida animal existia a profundidades de 650 braças (1200 m), que todos os grupos de invertebrados marinhos estão presentes nesta profundidade, e que as temperaturas do fundo do mar não são tão constantes como se supunha, mas variam consideravelmente, e indicam a circulação oceânica. Esses resultados foram descritos em The Depths of the Sea, que ele publicou em 1873.

## Expedição Challenger
Os notáveis resultados hidrográficos e zoológicos que Wyville Thomson havia demonstrado, além das crescentes demandas de telegrafia oceânica, logo levaram a Marinha Real a conceder o uso do HMS Challenger para uma expedição global. Wyville Thomson foi selecionado como cientista-chefe, e o navio partiu em 23 de dezembro de 1872.

## Consequências
A Expedição Challenger foi considerada um grande sucesso e, em seu retorno, Wyville Thomson recebeu várias honras acadêmicas, bem como o título de cavaleiro. Em 1880 ele publicou em dois volumes (tendo terminado de escrever em 1877), The Voyage of the Challenger in the Atlantic, um relato preliminar dos resultados da viagem. Ele passou os próximos dois anos trabalhando em tarefas administrativas relacionadas com a publicação da monografia completada viagem. Wyville Thomson tinha uma mentalidade altamente tensa e sua saúde era geralmente ruim ao longo de sua vida. Ele achou que lidar com editores sobre os requisitos de publicação de 50 volumes de ilustração detalhada e descrição científica extremamente estressante. Em 1879, ele deixou de cumprir seus deveres universitários, desistiu de supervisionar os relatórios da expedição em 1881, foi para a cama e morreu, falido, em Bonsyde em 10 de março de 1882. A publicação foi finalmente concluída por seu amigo e colega Sir John Murray. Wyville Thomson é comemorado no vitral acima do altar na Igreja Paroquial de St. Michael, Linlithgow e sua lápide está no cemitério. Além disso, o Wyville-Thomson Ridge no Oceano Atlântico Norte tem o nome dele.

## Evolução
Thomson havia criticado a seleção natural, afirmando que não era suficiente para explicar a evolução das espécies. Respondendo no jornal Nature, Charles Darwin comentou que "Lamento descobrir que Sir Wyville Thomson não entende o princípio da seleção natural, conforme explicado pelo Sr. Wallace e eu... Sir Wyville Thomson pode citar alguém que disse que a evolução das espécies depende apenas da seleção natural?".

## Publicações
- The Depths of the Sea (1873)
- The Voyage of the Challenger (1877)